# Xingyang
Xingyang är en stad på häradsnivå som lyder under provinshuvudstaden Zhengzhous stad på prefekturnivå i Henan-provinsen i centrala Kina.